# ذراع شمسان (يهر)

تعديل مصدري - تعديل

ذراع شمسان هي إحدى قرى عزلة يهر بمديرية يهر التابعة لمحافظة لحج، بلغ تعداد سكانها 62 نسمة حسب تعداد اليمن لعام 2004.